# VfB Stuttgart
Verein für Bewegungsspiele Stuttgart 1893 e. V., mais conhecido como VfB Stuttgart ou simplesmente Stuttgart, é uma agremiação esportiva alemã, fundada a 9 de setembro de 1893, sediada em Estugarda, no sudoeste da Alemanha. 
O primeiro time de futebol do VfB Stuttgart disputa seus jogos em casa na MHPArena em Neckarpark, com mais de 60.000 lugares. Ao lado do estádio, atrás da curva Untertürkheim, no lado oposto de Fritz-Walter-Weg, fica a a área do clube composta pelo estádio Robert Schlienz, campos de treinamento e a sede administrativa.
O clube disputa a Bundesliga, a primeira divisão do Campeonato Alemão, tendo sido campeão alemão em cinco oportunidades, por outras quatro campeão da Copa da Alemanha, as duas principais competições nacionais, e por duas vezes foi campeão da Taça Intertoto da UEFA, conquistando nela os seus troféus internacionais oficiais, tendo como melhor participação na Liga dos Campeões da UEFA a presença nas oitavas de final na Temporada 2009-10.

## História
Foi criado como Fussballverein 1893 Stuttgart. No início era um clube de Rugby e exerceu essa atividade até 1897. Nesse ano viu crescer uma agremiação poliesportiva chamada Kronen-Clubs Cannstatt. Em 1912 os dois se fundiram e formaram o que é hoje o Stuttgart.
Em 1926 veio o primeiro título regional do time e pela primeira vez o escudo oficial do clube aparecia nas camisas dos atletas. Já em 1929 chegou em Stuttgart um técnico húngaro chamado Dr. Kovacs, que trouxe o segundo título regional para a galeria da agremiação. Com esse título, o primeiro ídolo do clube, Ernst Blum, foi convocado para a seleção nacional. Era o primeiro jogador do VfB Stuttgart a ser chamado.
Em 1933 o Stuttgart passou a mandar suas partidas no novo estádio, o Neckarstadion, com capacidade para 40 mil espectadores. O estádio foi construído para as Olimpíadas Alemãs, e lá o time foi campeão da sua primeira Copa do Sul da Alemanha. Dois anos depois, em 1935, foi pela primeira vez campeão nacional batendo o Schalke 04, colocando o nome do clube em evidência no país.
Em 1945 foi fundada a Liga do Sul da Alemanha (Süddeutschen Oberliga), na casa Krone. Em 4 de novembro do mesmo ano, 16 clubes – incluindo o Stuttgart – se filiaram à liga. No ano seguinte, com jogadores lendários como Robert Schleinz e Otto Schmid, o VfB venceu o primeiro título pós-guerra da Alemanha.

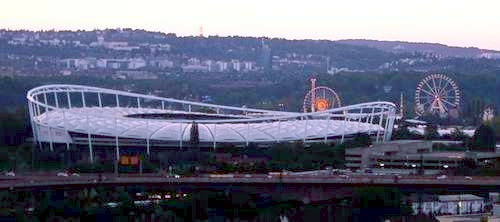
MHPArena.

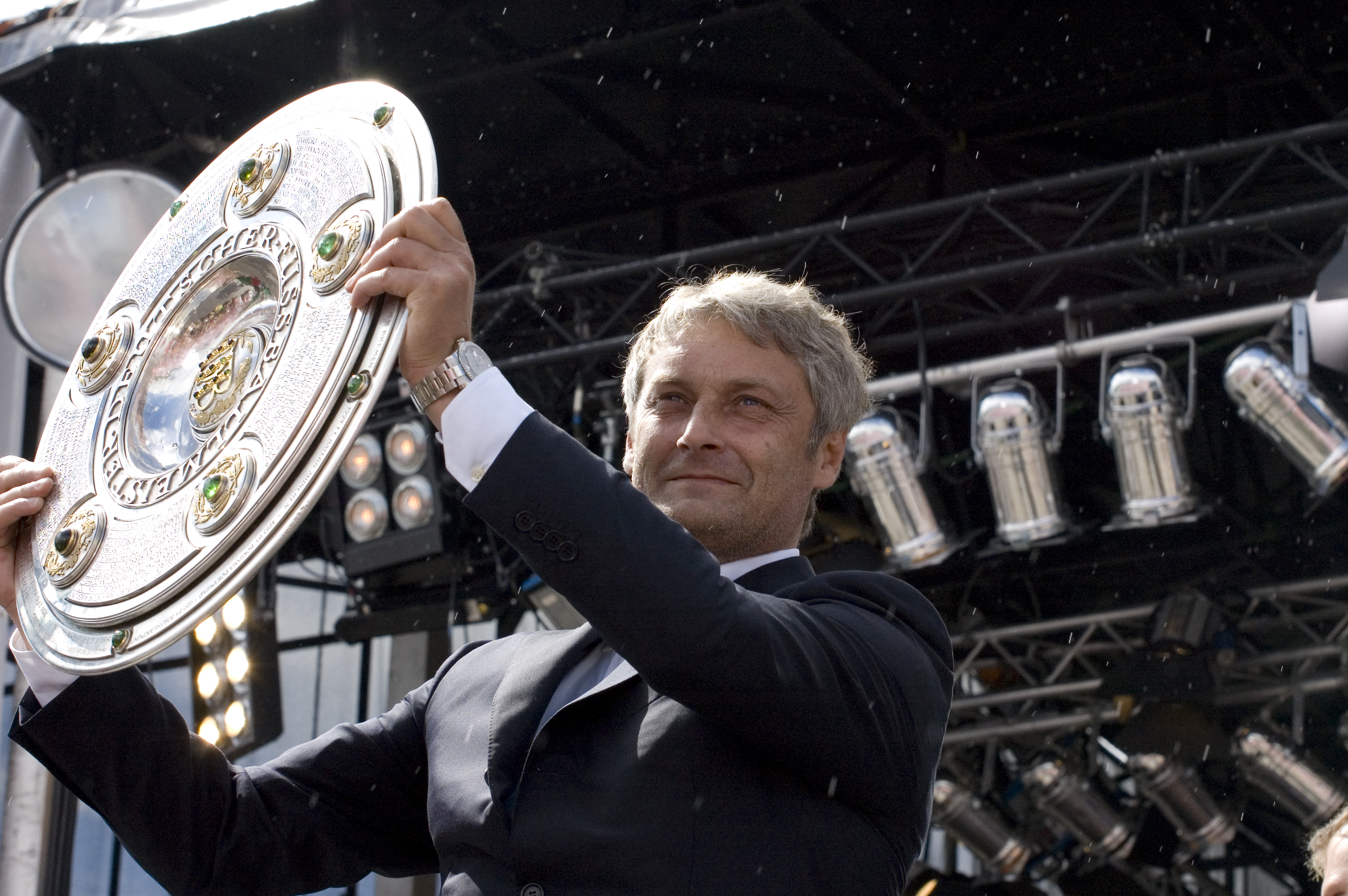
Treinador campeão alemão de 2007: Armin Veh.

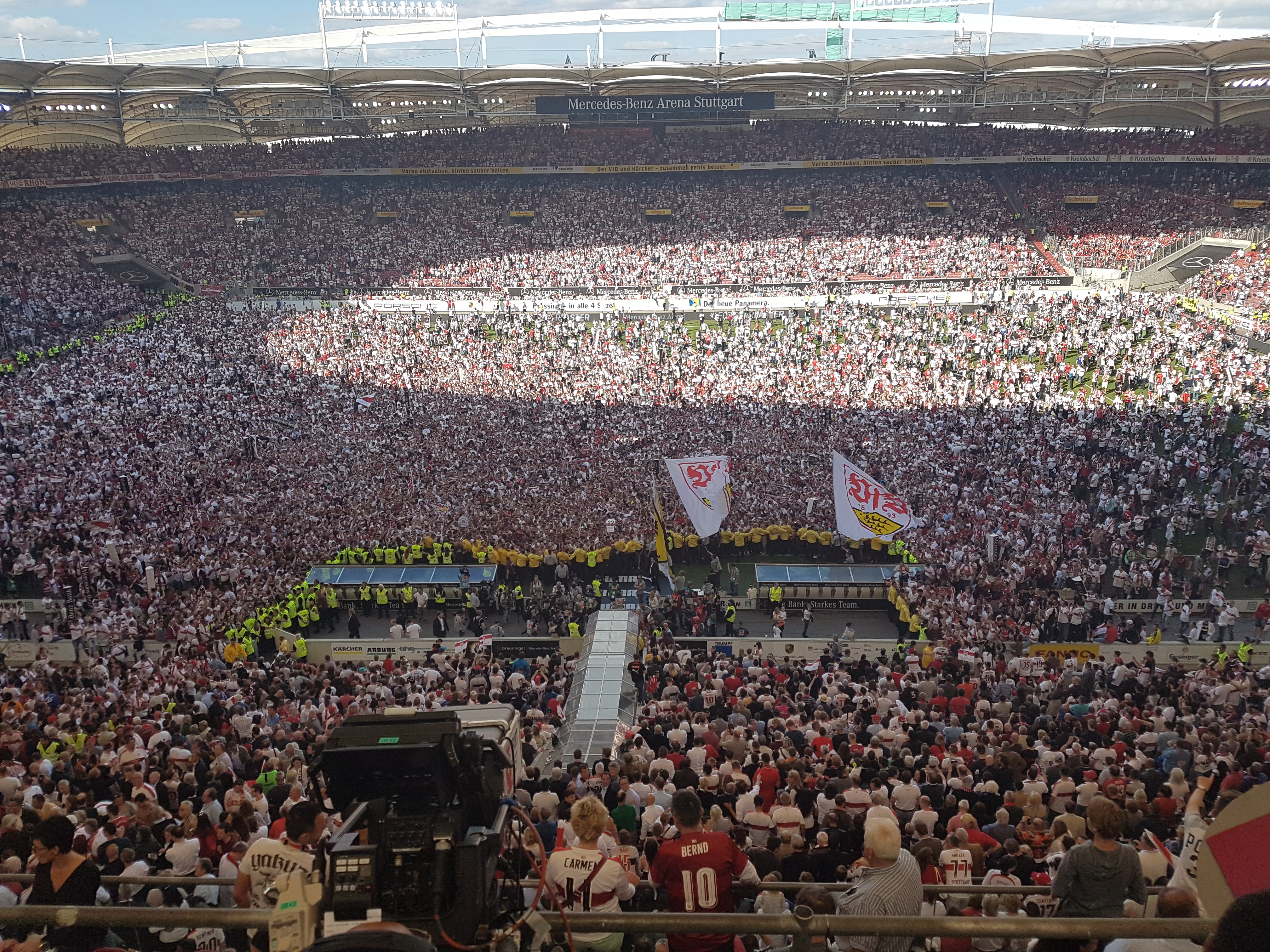
Torcida comemorando o título da Segunda Divisão de 2016/17.

Em 1950 o time enfrentou o Offenbacher Kickers e, ao vencer por 2 a 1, sagrou-se campeão nacional pela primeira vez em sua história, com um público de 96 mil espectadores no Estádio Olímpico de Berlim, e outro ainda maior de 100 mil pessoas na principal estação de trem da cidade, esperando a volta dos campeões.
Em 1952 veio o segundo título, este vencido contra o 1.FC Saarbrücken, com outro grande público de 86 mil pessoas. Em 1954 ainda veio a conquista da primeira copa nacional, vencendo o Köln.
Em 1963 foi formada a Bundesliga, campeonato no formato atual. Na época, 16 clubes de todo o país duelavam pelo título da liga. Com o status de fundador do campeonato, o Stuttgart era um dos times mais importantes da competição. Apesar disso, o VfB passou por uma fase ruim muito grande, caindo de divisão e só voltando a vencer um título novamente na década de 1980. Anos antes, em 1975, o clube viveu uma das piores fases de sua história. Após um desempenho ridículo, onde sofreu 74 gols em 34 jogos, uma reforma foi iniciada no clube. Gerhard Mayer-Vorfelder foi eleito presidente, dando início a uma nova era em Stuttgart.
Os reflexos foram sentidos já em 1977, quando o time voltou à primeira divisão alemã. No ano seguinte, o clube teve uma espetacular média de 54 mil pessoas por partida. Em 1979 a equipe respondeu à sua torcida, ficando em 2º lugar na Bundesliga.
Em 1981 o Stuttgart construiu um novo centro de treinamento, chamado Clubzentrum, que contava com restaurante, raias de corrida e outras modernidades. O resultado de tal investimento veio três anos depois, quando em 1984 o clube venceu o seu terceiro campeonato nacional, sob a batuta do treinador Helmut Benthaus. Dois anos depois, chegou à final da Copa da Alemanha, mas perdeu para o Bayern de Munique 2 a 5 na decisão.
Em 1989, o VfB chegou à sua primeira final de campeonato europeu. Na Taça UEFA, enfrentou o Napoli, de Maradona, e perdeu após uma derrota no primeiro jogo e um empate no segundo. Ainda assim, o time passou a ser respeitado no continente. Em 1992 veio o quarto título alemão de sua história. Com nomes como Balakov, Buchwald e Élber em início de carreira européia, além do treinador Christoper Daum, o Sttutgart levantava a sua quarta taça apenas na última rodada, com muita emoção.
Em 1993 o Neckarstadion foi reformado para novas olimpíadas mundiais. O estádio passou a se chamar Gottlieb-Daimler Stadion. Em 1997, o Stuttgart foi campeão da copa pela terceira vez contra o Energie Cottbus no Estádio Olímpico de Berlim. No ano seguinte chegou novamente à final da Copa da Uefa, mas perdeu para o Chelsea por 1 a 0.
No ano de 2007 veio o quinto título alemão da história do VfB, se classificando novamente para a UEFA Champions League.
Em 2016 a equipe ficou na penúltima colocação na primeira divisão e foi rebaixado com 33 pontos.
Na temporada 2023–24 o Stuttgart fez uma das suas melhores campanhas da história, numa temporada que ficará na história da Alemanha para sempre, fazendo parte do fim da hegemonia do Bayern de Munique, sendo o vice-campeão da Bundesliga, pondo o maior clube da Alemanha na terceira posição. Esta temporada também estará na história por conta da classificação à UEFA Champions League de 2024–25, retornando a competição após 14 anos.
Na temporada 2024–25, o Stuttgart encerrou um jejum de 28 anos e conquistou, pela quarta vez, o título da Copa da Alemanha diante do Arminia Bielefeld, após uma goleada de 4 a 2. Com o título, a equipe garantiu a vaga para a Liga Europa da UEFA na temporada 2025–26.

## Títulos oficiais
| CONTINENTAIS | CONTINENTAIS           | CONTINENTAIS | CONTINENTAIS                           |
|              | Competição             | Títulos      | Temporadas                             |
| ------------ | ---------------------- | ------------ | -------------------------------------- |
|              | Copa Intertoto da UEFA | 2            | 2000 e 2002                            |
| NACIONAIS    |                        |              |                                        |
|              | Competição             | Títulos      | Temporadas                             |
|              | Campeonato Alemão      | 5            | 1950, 1952, 1983–84, 1991–92 e 2006–07 |
|              | Copa da Alemanha       | 4            | 1953–54, 1957–58, 1996–97 e 2024–25    |
|              | Supercopa da Alemanha  | 1            | 1992                                   |
|              | 2. Bundesliga          | 2            | 1976–77 e 2016–17                      |

## Rivalidades
O confronto do Stuttgart contra o Bayern München é chamado de Clássico do Sul (Südderby), por envolver as duas agremiações do Sul da Alemanha com mais sucesso nacional na Era Bundesliga, algo como suábios versus bávaros.
Localmente tem rivalidade com o Stuttgarter Kickers, além de ter Sport-Club Freiburg e Karlsruher SC como outros oponentes tradicionais.

## Elenco
Última atualização: 4 de agosto de 2025.

## Jogadores notáveis
| - Andreas Buck - Andreas Müller - Bernd Förster - Cacau - Dieter Hoeneß - Eike Immel - Erich Retter - Erwin Waldner - Fredi Bobic - Fritz Walter - Gerhard Heinze - Guido Buchwald - Günther Sawitzki - Günther Schäfer - Günther Seibold - Hans Arnold - Hans Eisele - Hartmut Weiß - Horst Haug - Horst Köppel - Jens Lehmann - Jürgen Hartmann - Jürgen Klinsmann | - Karl Allgöwer - Karl Barufka - Karl-Heinz Handschuh - Karlheinz Förster - Klaus-Dieter Sieloff - Kevin Kurányi - Ludwig Kögl - Matthias Sammer - Mario Gómez - Maurizio Gaudino - Michael Frontzeck - Peter Reichert - Robert Schlienz - Rolf Geiger - Sami Khedira - Sven Ulreich - Theodor Hoffmann - Thomas Berthold - Thomas Hitzlsperger - Thomas Schneider - Timo Hildebrand - Walter Kelsch - Willi Entenmann | - Franz Wohlfahrt - Aliaksandr Hleb - Krasimir Balakov - Arthur Boka - Gilbert Gress - Matthieu Delpierre - Zvonimir Soldo - Krisztián Lisztes - Ásgeir Sigurvinsson - Eyjólfur Sverrisson - Frank Verlaat - Fernando Meira - Ioan Ganea - Dragan Holcer - Slobodan Dubajić |